# フレッド・マー
フレッド・マー（Fred Maher、1964年 - ）は、アメリカ合衆国のドラマー、音楽プログラマー、音楽プロデューサーである。
彼はマサカー（1980年–1981年）、ザ・ダンス、マテリアル、スクリッティ・ポリッティのメンバーを務め、ルー・リードとのレコーディングやツアーを行ってきた。1984年にアルバム『ベーシック』をリリース。これは元ヴォイドイズのギタリスト、ロバート・クワインとのインストゥルメンタル・コラボレーション・アルバムである。
音楽プロデューサーとしてのマーの功績には、ルー・リードのアルバム『ニューヨーク』（1989年）、トリップ・シェイクスピアのアルバム『Across the Universe』（1990年）、マシュー・スウィートのアルバム『ガールフレンド』（1991年）、インフォメーション・ソサエティのセルフタイトル・アルバム（1988年、プラチナ売上を達成）、1990年のアルバム『HACK』、1997年のアルバム『Don't Be Afraid』の楽曲などがある。マーはロイド・コールのセルフタイトルのデビュー・ソロ・アルバムを共同プロデュースした。
マーは定期的にスタジオ・ドラマーとして働いており、エンターテインメント・プロデューサーのロン・ボールドウィンと頻繁にコラボレーションしている。

## ディスコグラフィ

### リーダー・アルバム
- 『ベーシック』 - Basic (1984年、Editions EG) ※with ロバート・クワイン